# Stefania Bril
Stefania Bril, geborene Ferszt (geboren am 25. August 1922 in Danzig; gestorben am 21. September 1992 in São Paulo) war eine jüdische polnisch-brasilianische Chemikerin, Fotografin, Journalistin und Kunstkritikerin.

## Leben
Sie wurde als Stefania Ferszt in Danzig geboren. Um zu überleben, änderte die Familie ihren Nachnamen in Filinski und lebte versteckt in einem Warschauer Stadtteil, in dem es keine Juden gab. Sie lernte ihren Mann, Kazimierz (Casemiro) Josef Bril, in Łódź kennen, wo sie 1945 heirateten. Anschließend zogen sie gemeinsam nach Belgien. Dort studierte sie Chemie an der Université Libre de Bruxelles, sie schloss ihr Studium 1950 ab.
In der Hoffnung auf ein besseres Leben emigrierte das Ehepaar 1950 nach Brasilien, wo sich bereits Stefania Brils Eltern und Schwester aufhielten. Sie ließen sich in São Paulo nieder, 1955 erhielt sie die brasilianische Staatsbürgerschaft. 1953 wurde ihre erste Tochter, 1960 ihre zweite Tochter geboren. Dem Ehepaar Bril gelang es dank ihrer universitären Ausbildung schnell, eine Beschäftigung in der Chemieindustrie zu finden. Stefania Bril arbeitete mit bekannten Wissenschaftlern wie Karl Slotta, dem Entdecker des Progesterons, und Pawel Kumholz zusammen. Mit beiden teilte sie sich die Autorenschaft von Artikeln, die in internationalen Fachzeitschriften veröffentlicht wurden. Im Rahmen ihrer wissenschaftlichen Tätigkeit in Brasilien erforschte Bril im Bereich der Biochemie die Ursache und Heilung von Vitiligo und im Bereich der Nuklearchemie die Gewinnung von Thorium und Uran in seltenen Erden.
Im Laufe der Zeit und der Geburt ihrer Kinder verlor Bril das Gefallen an der Arbeit in der Chemieindustrie. Während einer Auslandsreise ihres Mannes im Jahr 1969 schrieb sie sich an der Enfoco-Schule für Fotografie ein und entschied sich, eine Laufbahn in diesem Bereich einzuschlagen. Im Jahr 1970 veranstaltete sie ihre erste von neun Einzelausstellungen mit dem Titel „Bate foto“ im Casarão do Clube Hípico in São Paulo. Ab 1973 nahm sie an zehn Gruppenausstellungen in Rio de Janeiro, Mexiko-Stadt und Paris teil. Ihr erstes Buch, Entre, mit Texten von Olney Krüse, wurde 1974 veröffentlicht. Acht Jahre später wurden ihre Schwarz-Weiß-Fotos zusammen mit Farb-Fotos von Bob Wolfenson im Buch A arte do caminhão veröffentlicht.
Bril gelang es in der zweiten Hälfte der 1970er Jahre, sich als anerkannte Kunstkritikerin und Kuratorin für Fotokunst zu etablieren. Von 1978 bis 1991 war sie Fotokritikerin der Zeitung O Estado de S. Paulo und schrieb regelmäßig über Fotoausstellungen, Veranstaltungen und Veröffentlichungen in Brasilien, vor allem in São Paulo, aber auch im Ausland. Zwischen 1982 und 1991 war sie auch Mitarbeiterin der Zeitschrift Iris (ab 1984 Irisfoto). Gelegentlich veröffentlichte sie auch in ausländischen Medien wie Photo-Vision (Spanien), European Photography (Deutschland), Perspectief (Niederlande) und Camera International (Frankreich).
Als Kulturproduzentin konzipierte und koordinierte sie unter anderem die Treffen der Fotografie in Campos do Jordão (1978 und 1979). Im August 1990 verantwortete Bril die Gründung der ersten brasilianischen Fotografiestiftung Casa Fuji, die sie bis 1992 leitete. Bril nahm als Vertreterin Brasiliens an wichtigen internationalen Veranstaltungen wie dem II. Lateinamerikanischen Fotografie-Colloquium (Mexiko-Stadt, 1981) und dem Mois de la Photo in Paris (1986 und 1988) teil, organisierte Ausstellungen brasilianischer Fotografie im Ausland und hielt verschiedene Kurse und Vorträge in ganz Brasilien. 1991 gründete sie die Galerie Nafoto – Núcleo dos Amigos da Fotografia. Im Centre Georges Pompidou in Paris fanden zwei Einzelausstellungen von Stefania Brills Fotografien statt. 1987 veröffentlichte sie eine Sammlung ihrer Texte über bedeutende Fotografen unter dem Titel Notas.
Am 21. September 1992 verstarb Bril nach einer Hepatitis-Komplikation in São Paulo.
Der gesamte Nachlass Brils befindet sich im Besitz des Instituts Moreira Salles. Er besteht im Wesentlichen aus 10.000 Schwarz-Weiß-Negativen und 1.500 farbigen Dias, Vergrößerungen von Fotografien und Texten von ihr, Fotografien von Dritten, Korrespondenz mit Fotografen und Vertretern von Kultureinrichtungen, Zeitungs- und Zeitschriftenausschnitten, Interviews und einer Bibliothek.
2022/2023 zeigte das Jüdische Museum von São Paulo Werke Brills als Teil der Ausstellung „Modernas“, neben Fotografien der ebenfalls jüdischen Fotografinnen Alice Brill, Claudia Andujar, Hildegard Rosenthal, Gertrudes Altschul, Lily Sverner und Madalena Schwartz.